# Mosshause Gill
Der Mosshause Gill ist ein Wasserlauf im Lake District, Cumbria, England.
Der Mosshause Gill entsteht am Low Saddle östlich des Blea Tarn und westlich des Harrop Tarn  fließt in östlicher Richtung bis zu seiner Mündung in den Harrop Tarn.